# Richard Hørring
Richard Hørring (* 18. November 1875 in Stege; † 5. Mai 1943) war ein dänischer Ornithologe. Sein Interesse galt der grönländischen, isländischen und dänischen Avifauna.

## Leben
Hørring war der Sohn von Arthur Frederik Hørring (1839–1909) und Emma Juliette Hansen (1842–1914). Der Politiker Hugo Egmont Hørring war sein Onkel. Nach seinem Abschluss an der Metropolitanskolen in Kopenhagen im Jahr 1895 studierte er Naturgeschichte. Zwischen 1897 und 1898 arbeitete er darüber hinaus als Assistent an der Dänischen Biologischen Station. in den Jahren 1898, 1899 und 1901 führte er fischereibiologische Studien auf den Färöer-Inseln und Island durch. Nachdem er 1903 seinen Master-Abschluss in Zoologie gemacht hatte, wandte er sich mehr dem Studium höherer Wirbeltiere, insbesondere der Vögel, zu und unternahm zwischen 1905 und 1908 mit Unterstützung der Carlsberg-Stiftung eine große ornithologische Sammelreise nach Island, von der er sehr umfangreiche Sammlungen mitbrachte. 1909 heiratete er in Reykjavík Þorúnn Solveig Kristjánsdottir. Im selben Jahr wurde er Assistent am Zoologischen Museum der Universität Kopenhagen und Mitarbeiter in der Wirbeltierabteilung, wo er an der Vergrößerung der Sammlung mitwirkte. Im Jahr 1916 wurde er Amanuensis, 1924 Vize-Inspektor des Museums und 1931 Leiter der Vogelabteilung. Mit der finanziellen Unterstützung eines Förderers erwarb Hørring vor allem ältere private Eiersammlungen, sodass das Museum nach und nach eine reiche Sammlung dänischer Vogeleier zusammentrug. 
Hørring veröffentlichte mehrere Bücher, von denen das dreibändige Werk Danmarks Fauna sein bekanntestes wurde. Im ersten Band von 1919 befasste er sich mit Entenvögeln und Hühnervögeln, im zweiten von 1926 mit Seetauchern, Sturmvögeln, Schneehühnern, Kranichen und Watvögeln und im dritten von 1934 mit Möwen, Alkenvögeln und Raubvögeln. 1930 erschien das Buch Richs Serie – Nordens Fugleverden. 1931 wirkte er an Band III des Werkes Danmarks Fugle von E. Lehn Schiøler mit. 1941 veröffentlichte er mit Finn Salomonsen die Schrift Further Records of rare or new Greenland Birds.
Von 1919 bis 1926 war er Vorstandsmitglied bei der Dansk Naturhistorisk Forening. 1928 wurde er Vorstandsmitglied bei der Dansk Ornitologisk Forening, wo er einige Jahre als Vizepräsident fungierte. Von 1938 bis zu seinem Tod war er Herausgeber der Zeitschrift Dansk Ornitologisk Forenings Tidsskrift. Ferner war er Mitglied des naturwissenschaftlichen Komitees der Danmarks Naturfrednings-forening und Vertreter des Zoologischen Museums in der dänischen Sektion des International Committee for Bird Preservation.